# Corpus Christi College (Cambridge)
Corpus Christi College, oft zu Corpus abgekürzt, ist ein College der Universität Cambridge. Es wurde 1352 gegründet und ist somit das sechsälteste der 31 Colleges der Universität Cambridge. Mit etwa 321 Undergraduates und 243 Postgraduates ist es nach dem Clare Hall College, Peterhouse und Lucy Cavendish eines der kleinsten Colleges in Cambridge. Eine Besonderheit von Corpus Christi liegt darin, dass es als einziges College in Cambridge von zwei städtischen Zünften gegründet wurde. Die Bibliothek von Corpus heißt Parker Library.
Das College weist traditionell hohe akademische Erfolgsquoten auf. In der jährlich herausgegebenen, inoffiziellen Tompkins-Tabelle belegte Corpus 2012 den dritten Platz, wobei 32,4 % der Undergraduates erstklassige Resultate erbrachten.
Corpus gehört zu den reichsten Colleges in Cambridge. Am Ende des Geschäftsjahrs 2013 wurden die Liegenschaften von Corpus auf 118 Mio. £ geschätzt. Zudem verfügt die Institution über einen außerordentlichen Silberschatz und ist das einzige College in Cambridge, das während des Englischen Bürgerkriegs sein Silber nicht verkauft hat.

## Zahlen zu den Studierenden
Im Dezember 2022 waren 547 Studierende am Corpus Christi eingeschrieben. Davon strebten 335 (61,2 %) ihren ersten Studienabschluss an, sie waren also undergraduates. 212 (38,8 %) arbeiteten auf einen weiteren Abschluss hin, sie waren postgraduates. 2020 waren es 564 Studierende gewesen, davon 243 im weiterführenden Studium, 2021 insgesamt 568.

## Bekannte Absolventen

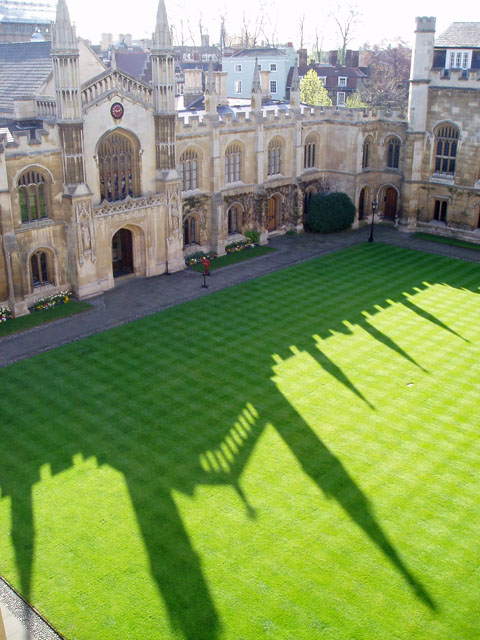
Corpus Christi College, New Court

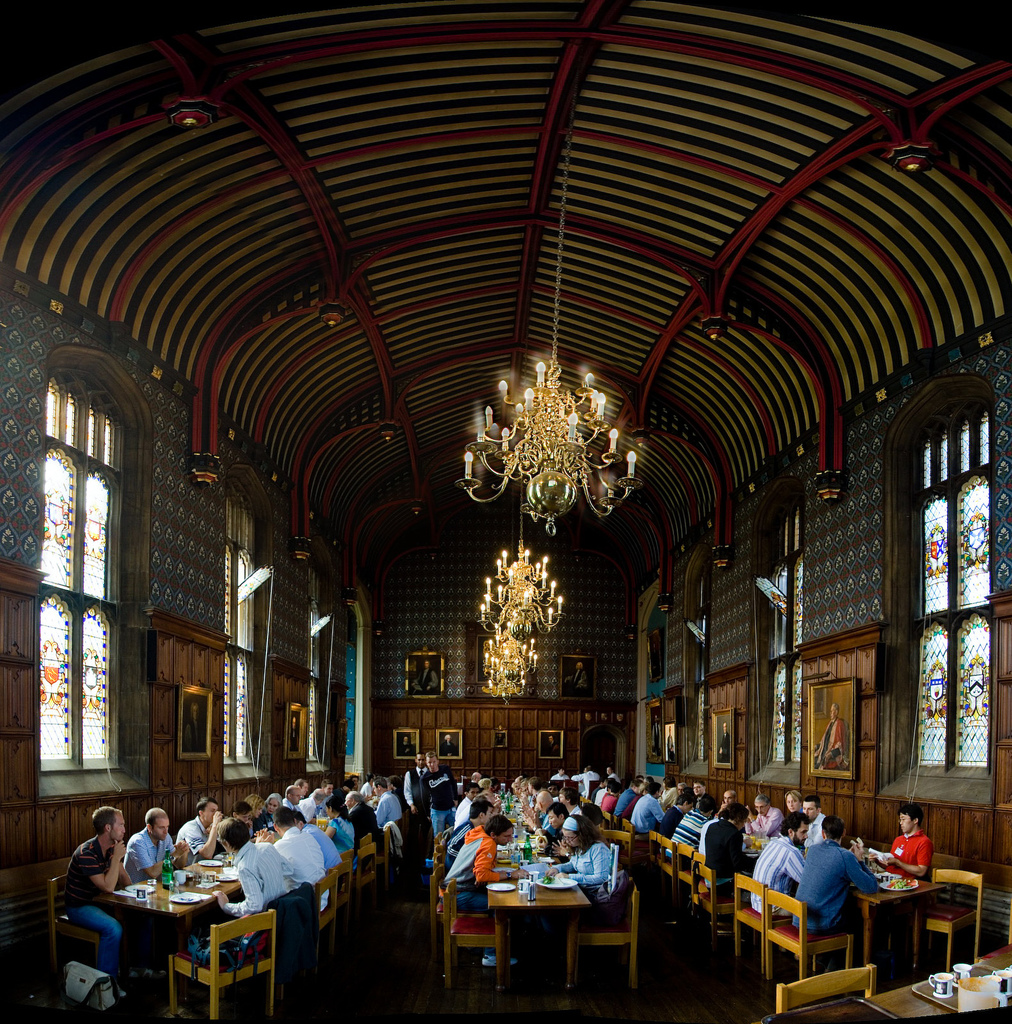
Speisesaal (Dining hall)

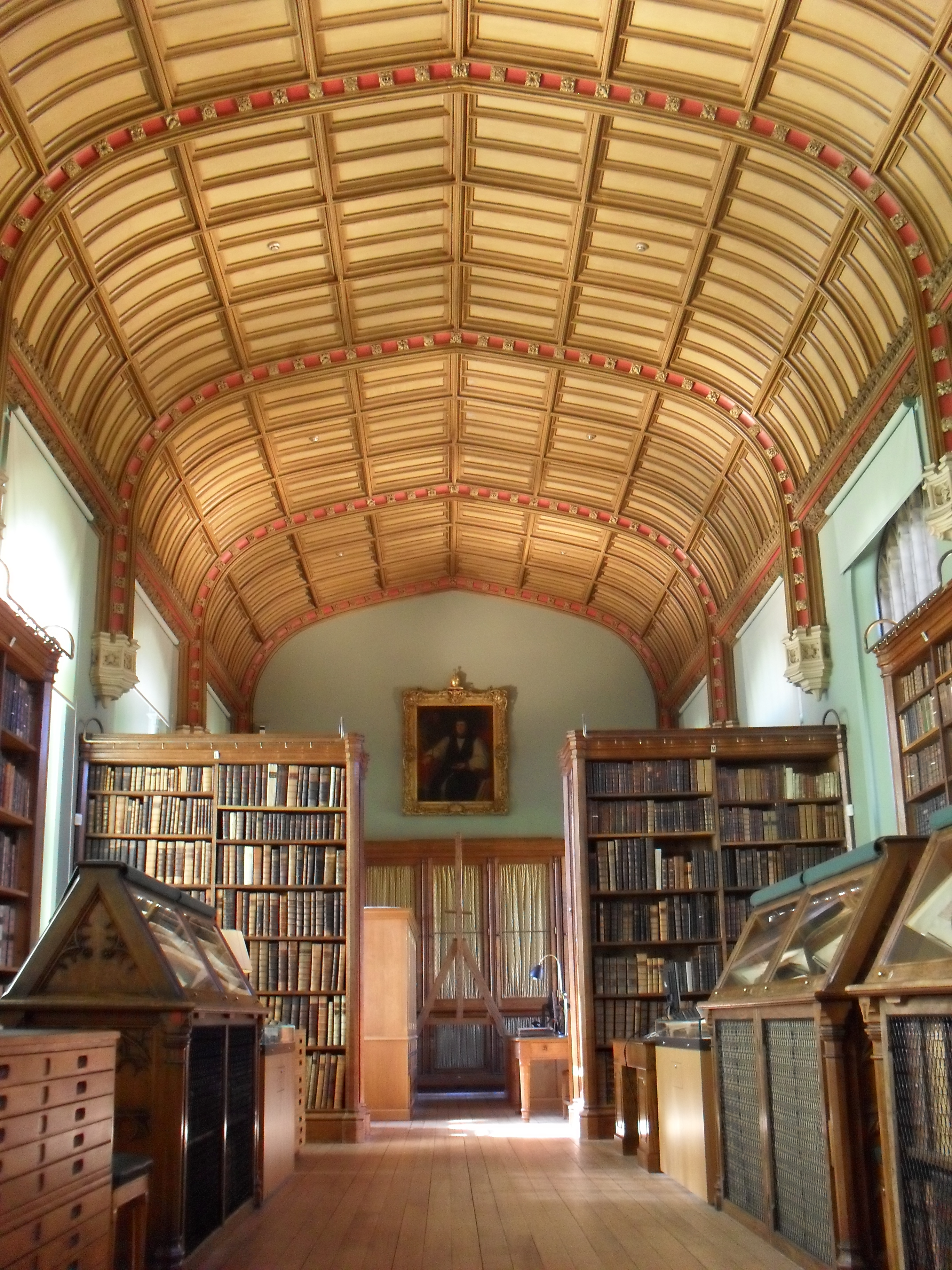
Teil der Parker Library

- Matthew Parker (1504–1575), Erzbischof von Canterbury (1559–1575)
- Nicholas Bacon (1510–1579), englischer Jurist und Politiker
- George Wishart (1513–1546), schottischer Reformator
- Robert Browne (1540–1630), englischer Theologe
- Francis Kett (um 1547–1589), englischer Arzt und vorgeblicher Häretiker
- Thomas Cavendish (1555–1592), Freibeuter und Erdumsegler
- Robert Greene (1558–1592), englischer Schriftsteller
- John Greenwood (?–1593), puritanischer Geistlicher
- Christopher Marlowe (1564–1593), Schriftsteller
- John Robinson (1575–1625), puritanischer Theologe
- John Fletcher (1579–1625), Dramatiker
- Samuel Wesley (1662–1735), englischer Schriftsteller
- Stephen Hales (1677–1761), Physiologe, Theologe und Erfinder
- William Stukeley (1687–1765), Altertumsforscher
- Frederick Hervey (1730–1803), Bischof und Kunstliebhaber
- Richard Gough (1735–1809), Historiker
- John Cowper Powys (1872–1963), walisischer Dichter und Schriftsteller
- Henry Macintosh (1892–1918), Leichtathlet und Olympiasieger
- Basil Henry Liddell Hart (1895–1970), Militärhistoriker
- Boris Ord (1897–1961), Komponist
- Edward Upward (1903–2009), britischer Schriftsteller
- Christopher Isherwood (1904–1986), Schriftsteller
- Dudley Senanayake (1911–1973), Premierminister von Sri Lanka
- Nigel Trench (1916–2010), britischer Diplomat
- John Chadwick (1920–1998), Altphilologe, Entzifferer der Silbenschrift Linear B
- Robin Coombs (1921–2006), Immunologe
- Colin St. John Wilson (1922–2007), britischer Architekt
- Edward Palmer Thompson (1924–1993), Historiker und Friedensaktivist
- Christopher Hooley (1928–2018), britischer Mathematiker
- David M. Blow (1931–2004), britischer Biophysiker
- David Ramsbotham (1934–2022), General der British Army und Mitglied des House of Lords
- Jeremy Blacker (1939–2005), Offizier der British Army
- Christopher Andrew (* 1941), britischer Historiker
- Stewart Sutherland (1941–2018), Religionswissenschaftler und Mitglied des House of Lords
- Colin Blakemore (1944–2022), britischer Neurowissenschaftler
- Richard Henderson (* 1945), Nobelpreisträger für Chemie
- Terence Etherton (1951–2025), britischer Richter
- Kenneth J. Falconer (* 1952), britischer Mathematiker
- Patrick Hodge (* 1953), schottischer Jurist
- Francis Maude of Horsham (* 1953), konservativer Politiker
- Owen Paterson (* 1956), konservativer Politiker
- Shah Mehmood Qureshi (* 1956), pakistanischer Außenminister
- Andrew Watson (* 1961), anglikanischer Bischof
- David Gibbins (* 1962), kanadischer Autor und Unterwasserarchäologe
- Marty Natalegawa (* 1963), indonesischer Außenminister
- Hugh Bonneville (* 1963), britischer Schauspieler
- Murray Gold (* 1969), britischer Filmmusik-Komponist
- David Saint-Jacques (* 1970), kanadischer Astronaut
- Helen Oyeyemi (* 1984), britische Autorin
- Frederick Rieländer (* 1985), deutscher Rechtswissenschaftler